# Pleikartshof
Pleikartshof ist ein Gemeindeteil der Gemeinde Gebsattel im Landkreis Ansbach (Mittelfranken, Bayern). Pleikartshof liegt in der Gemarkung Kirnberg.

## Geographie
Durch den Weiler fließt der Pleikartshofer Bach, der mit weiteren Bächen einen linken Zufluss des Kirnberger Mühlbachs bildet, der wiederum ein rechter Zufluss der Tauber ist. Südlich und östlich des Ortes gibt es bewaldete Anhöhen. Eine Gemeindeverbindungsstraße führt nach Rödersdorf (0,8 km westlich) bzw. zur Staatsstraße 2249 (0,8 km nördlich).

## Geschichte
Im Geographischen Lexikon von 1802 wird der Ort folgendermaßen beschrieben: „Pleikershof, Pleikartshof, auch Leikershof. Reichsstadt Rothenburgischer Ort von 2 Höfen innerhalb Rothenburgischer Landwehre, eine halbe Stunde vor der Stadt, gegen Leutershausen. Der Ort ist nach Kirnberg eingepfarrt und entrichtet den Zehnten dem Stifte Comburg. Rothenburg kaufte den Ort mit andern Gütern von Hektor von Heßberg 1605. 12 Dienste werden geleistet und 2 Wagen gestellt. Unweit des Orts ist ein See, Altsee genannt.“
Mit dem Gemeindeedikt (frühes 19. Jahrhundert) wurde Pleikartshof dem Steuerdistrikt Gebsattel und der Ruralgemeinde Kirnberg zugeordnet. Im Zuge der Gebietsreform in Bayern wurde diese am 1. Januar 1972 nach Gebsattel eingemeindet.

## Einwohnerentwicklung
| Jahr      | 001818 | 001840 | 001861 | 001871 | 001885 | 001900 | 001925 | 001950 | 001961 | 001970 | 001987 |
| Einwohner | 37     | 31     | 31     | 29     | 30     | 26     | 26     | 25     | 17     | 13     | 19     |
| Häuser    | 5      | 4      |        |        | 5      | 5      | 4      | 5      | 5      |        | 3      |
| Quelle    | [ 8 ]  | [ 9 ]  | [ 10 ] | [ 11 ] | [ 12 ] | [ 13 ] | [ 14 ] | [ 15 ] | [ 16 ] | [ 17 ] | [ 1 ]  |

## Religion
Der Ort ist seit der Reformation evangelisch-lutherisch geprägt und bis heute nach St. Maria und Michael (Kirnberg) gepfarrt. Die Einwohner römisch-katholischer Konfession sind nach St. Laurentius (Gebsattel) gepfarrt.